# Seminalplasma
Als Seminalplasma oder Samenplasma wird – neben den Spermien als erster und für die Fortpflanzung wichtigster Bestandteil – die zweite Grundkomponente des männlichen Ejakulats (Spermas) von Menschen und Tieren bezeichnet, welche als Flüssigkeit aus Sekreten der sogenannten akzessorischen Geschlechtsdrüsen: Samenleiterampulle (Ampulla ductus deferentis), Samenblasendrüse (Glandula vesicularis), Vorsteherdrüse (Prostata), Bulbourethraldrüse (Glandula bulbourethralis) und zu geringen Teilen auch Sekreten der Hoden und Nebenhoden besteht. Die wichtigste Energiequelle im Seminalplasma bei den meisten Säugetieren ist Fructose (Seminalfruktose).

## Erstes Auftreten
Als Folge der Testosteronspiegelerhöhung um das Zwei- bis Dreifache kurz vor der Pubertät ist es bei männlichen Kindern durchaus möglich, dass auch schon zu diesem Zeitpunkt, also deutlich vor dem Beginn der Spermaproduktion (Spermarche) etwa ab Mitte der Pubertät, erstmals bei einem Orgasmus eine – wenn auch sehr geringe – Ausscheidung allein von Seminalplasma stattfinden kann (Ejakularche). Dieses Ejakulat besteht überwiegend aus Prostatasekret.